# Battaglia di Catraeth
La battaglia di Catterick, conosciuta anche come battaglia di Catraeth, fu combattuta dai votadini attorno al 600 contro gli invasori anglosassoni di Deira e Bernicia. La battaglia è stata cantata e resa celebre dal poema epico Y Gododdin.
Sir Ifor Williams nel suo Canu Aneirin, pubblicato per la prima volta nel 1938, interpretò mynydawc mwynvawr che compare nel testo dell'Y Goddodin come riferito a una persona, Mynyddog Mwynfawr (in moderno gallese. Mynyddog, nella sua versione, era sovrano di Gododdin, con capitale a Din Eidyn (Edimburgo). Attorno al 600 Mynyddog raccolse 300 dei migliori guerrieri, alcuni anche da terre lontane come il Gwynedd. E dopo un anno di preparativi lanciò un attacco su Catraeth, che Williams, come anche Thomas Stephens, identifica con Catterick, nello Yorkshire settentrionale, che era in mano agli anglosassoni.
Questa battaglia è stata interpretata come un tentativo di resistere all'avanzata degli invasori, che avevano occupato l'ex territorio dei votadini del Bryneich (nell'odierna Inghilterra nord-orientale), trasformandolo nel regno di Bernicia. Tempo dopo la battaglia, gli anglosassoni assorbirono il regno di Gododdin, probabilmente dopo la caduta della loro capitale Din Eidyn nel 638, che entrò a far parte della Northumbria.